# Britton (Dakota del Sur)
Britton es una ciudad ubicada en el condado de Marshall en el estado estadounidense de Dakota del Sur. En el Censo de 2010 tenía una población de 1.241 habitantes y una densidad poblacional de 659,08 personas por km².

## Geografía
Britton se encuentra ubicada en las coordenadas 45°47′33″N 97°45′10″O / 45.79250, -97.75278. Según la Oficina del Censo de los Estados Unidos, Britton tiene una superficie total de 1.88 km², de la cual 1.88 km² corresponden a tierra firme y (0%) 0 km² es agua.

## Demografía
Según el censo de 2010, había 1.241 personas residiendo en Britton. La densidad de población era de 659,08 hab./km². De los 1.241 habitantes, Britton estaba compuesto por el 97.82% blancos, el 0.48% eran afroamericanos, el 0.73% eran amerindios, el 0.08% eran asiáticos, el 0% eran isleños del Pacífico, el 0% eran de otras razas y el 0.89% pertenecían a dos o más razas. Del total de la población el 1.13% eran hispanos o latinos de cualquier raza.